# Neal Acree
Neal Acree (11 de julio de 1974) es un compositor musical americano. Su trabajo destaca en sectores como el cine, la televisión y la industria de los videojuegos. Él ha participado en más de 30 películas y es conocido por ser uno de los compositores principales de sagas de videojuegos de Blizzard Entertainment como StarCraft, World of Warcraft u Overwatch, y de series como Stargate SG-1 o Stargate Atlantis.

## Biografía
Nacido en Tarzana (California), Neal empezó su afán por las películas y sus bandas sonoras desde pequeño, siendo especialmente amante de las composiciones de John Williams, Jerry Goldsmith y James Horner entre otros.

### Carrera profesional
Pese a que originalmente quería empezar unos estudios en arte, su pronta experimentación con música instrumental electrónica hizo que su carrera cambiase. Así, después de estudiar música clásica, étnica y electrónica, Neal comenzó a ver que el mundo de la música cinematográfica era ideal para mezclar sus dos grandes pasiones: el cine y la música. Pronto después, su amor por los videojuegos que empezaron con la Atari 2600 lo haría introducirse de lleno en el mundo de los videojuegos debutando con la música de la cinemática inicial del World Of Warcraft: The Burnig Crusade. De esta manera, los videojuegos le darían gran parte de su fama.
En 2014, Neal sería aclamado por su papel en la banda sonora de World Of Warcraft: Mists Of Pandaria abriéndose paso en el mundo oriental. Así, el gigante de los videojuegos chino, NetEase, le daría la oportunidad en volver a experimentar con la música oriental para su videojuego MMO Revelation Online.

## Premios
- Mejor edición de sonido y música - Overwatch: Honor and Glory - MPSE Golden Reel Awards (2018)
- Compositor del año - Massively overpowered Online VGM Awards (2016)
- Mejor banda sonora de una expansión - World of Warcraft: Warlords of Draenor - Massively Overpowered Online VGM Awards (2016)
- Mejor banda sonora - Revelation Online - MMOSite Readers Choice Awards (2016)
- Mejor música para videojuego -  Overwatch - Hollywood Music in Media Awards (2016)
- Compositor del año - BSOSpirit Jerry Goldsmith Awards Awards (2016)
- Mejor música para videojuego - Revelation Online -  BSOSpirit Jerry Goldsmith Awards Awards (2016)
- Mejor música para videojuego - Revelation Online -  BSOSpirit Jerry Goldsmith Awards Awards (2015)
- Mejor música para videojuego - Revelation Online - Scorecast Genius Choice Vote (2015)

- Mejor audio de cinemática - Starcraft II: Legacy of the Void - Game Audio Network Guild Awards (2015)
- Mejor música - World of Warcraft: Warlords of Draenor - Hollywood Music in Media Awards (2015)
- Mejor edición de música y sonido - StarCraft II: Heart of the Swarm - MPSE Golden Reel Awards (2014)
- Reconocimiento al mérito: Banda Sonora  - Assassination Games - Global Music Awards (2013)
- Reconocimiento al mérito: Banda sonora (Videojuego) - World of Warcraft: Mists of Pandaria - Global Music Awards (2013)
- Mejor música, videojuego - World of Warcraft: Mists of Pandaria - Scorecast Cue Awards (2013)
- Mejor música, Medios Visuales - Diablo III - Hollywood Music in Media Awards (2012)
- Audio del año - Diablo III - Game Audio Network Guild Awards (2012)
- Mejor audio - Diablo III - Game Developer's Choice Online Awards (2012)
- Mejor audio de cinemática - Starcraft II: Wings of Liberty - Game Audio Network Guild Awards (2011)
- Mejor vocal (coral) - World of Warcraft: Cataclysm  - Game Audio Network Guild Awards (2011)
- Mejor audio de cinemática - World of Warcraft: Wrath of the Lich King - Game Audio Network Guild Awards (2009)
- Mejor uso de la música - World of Warcraft: The Burning Crusade - Telly Awards (2007)

## Nominaciones
- Mejor Banda sonora de videojuego del año - StarCraft II: Legacy of the Void - ASCAP Composer's Choice Awards (2015)
- Mejor banda sonora original de videojuego - Revelation Online - International Film Music Critics Association Awards (2015)
- Mejor instrumental: The Chosen - Tema principal de - Revelation Online - Game Audio Network Guild Awards (2015)
- Mejor banda sonora de videojuego- Revelation Online - Movie Music UK Awards (2015)
- Mejor banda sonora de videojuego - Revelation Online - Reel Music Awards (2015)
- Mejor banda sonora de videojuego - StarCraft II: Legacy of the Void - Soundtrack Geek Awards (2015)
- Mejor banda sonora original de videojuego - World of Warcraft: Warlords of Draenor - International Film Music Critics Association Awards (2014)
- Mejor música: Medios Visuales - Diablo III - Hollywood Music In Media Awards (2012)
- Composición excepcional - World of Warcraft: Cataclysm - Interactive Achievement Awards (2011)
- Composición excepcional - Starcraft II: Wings of Liberty - Interactive Achievement Awards (2011)
- Mejor audio de cinemática de videojuego - World of Warcraft: Cataclysm - Game Audio Network Guild Awards (2011)
- Música del año - World of Warcraft: Wrath of the Lich King - Game Audio Network Guild Awards (2009)
- Banda sonora del año - World of Warcraft: Wrath of the Lich King - Game Audio Network Guild Awards (2009)
- Composición excepcional - World of Warcraft: Wrath of the Lich King - Interactive Achievement Awards (2009)

## Obras musicales

### Bandas sonoras de videojuegos
- World of Warcraft: The Burning Crusade (cinemática de apertura) (2006)
- World of Warcraft: Wrath of the Lich King (cinemática de apertuta) (2008)
- Starcraft II: Wings of Liberty (2010)
- World of Warcraft: Cataclysm (2010)
- Diablo III (2012)
- World of Warcraft: Mists of Pandaria (2012)
- Starcraft II: Heart of the Swarm (2013)
- Diablo III: Reaper of Souls (2014)
- World of Warcraft: Warlords of Draenor (2014)
- Revelation Online (2015)
- Imperial Reign (2015)
- StarCraft II: Legacy of the Void (2015)
- Overwatch (2016)
- World of Warcraft: Legion (2016)
- World of Warcraft: Battle for Azeroth (2018)
- Wangzhe Rongyao: Chuzheng (2019)
- Rend (2019)

### Música para televisión
- The legend of Vox Machina (primera temporada) 2022
- Sanctuary (primera temporada)
- Stargate Atlantis
- Stargate SG-1
- Stargate Universe
- Witchblade

### Bandas sonoras de películas
- Animal World (2018)
- The Saint (2017)
- Falcon Rising protagonizada por Michael Jai White (2014)
- Six Bullets protagonizada por Jean-Claude Van Damme (2012)
- Assassination Games protagonizada por Jean-Claude Van Damme (2011)
- War of the Dead (2011)
- Witchville (2011)
- Mechanic protagonizada por Jason Statham (música adicional) (2010)
- Hallowed Ground (2008)
- Stargate: Continuum (música adicional) (2008)
- Stargate: The Ark of Truth (música adicional) (2008)
- Juncture (2007)
- Throttle (2005)
- Crash Landing (2005)
- 7 Seconds (2005)
- Cerberus (2005)
- Gargoyle: Wings of Darkness (2004)
- Method (película) (2004)
- The Curse of the Komodo (2004)
- Deadly Swarm (2003)
- Lost Treasure (2003)
- Project Viper (2002)
- Gale Force (2002)
- Venomous (2001)
- Ablaze (2001)
- Critical Mass (2001)
- They Crawl (2001)
- Crash Point Zero (2001)
- Militia (2000)